# Crim dels Marquesos d'Urquijo
El crim dels Marquesos d'Urquijo es refereix a l'assassinat de María Lourdes de Urquijo y Morenés, Marquesa d'Urquijo i el seu marit Manuel de la Sierra y Torres, el 1980.

## Successos
El principal sospitós i únic condemnat pel crim va ser Rafael Escobedo Alday (1955-1988), qui havia contret matrimoni amb Miriam de la Sierra y Urquijo, filla dels marquesos, el 21 de juny de 1978. La relació es va anar deteriorant i el 1979 Miriam va iniciar una relació sentimental amb Richard Dennís Rew, conegut com a Dick, l'Americà. El marquès era propietari del Banco Urquijo, les accions del qual, aleshores, queien en picat.
En la nit de l'1 d'agost de 1980, els Marquesos d'Urquijo van ser tirotejats de mort, quan dormien al seu domicili de Somosaguas. El 8 d'abril de 1981, Escobedo era detingut, després de trobar-se en una propietat del seu pare uns casquets de pistola que semblaven coincidir amb els que van posar fi a la vida dels marquesos. L'endemà, Javier Anastasio de Espona, amic de Escobedo i Diego Martínez Herrera, l'administrador dels Urquijo, van realitzar sengles viatges llampec a Londres, on a més es trobava Juan, el fill petit dels Marquesos.
La desaparició dels casquets va complicar el desenvolupament del judici. La condemna a Escobedo a 53 anys de presó, al juliol de 1983 va ser confirmada pel Tribunal Suprem el 1985. Escobedo va mantenir la seva innocència (acusant del crim a Anastasio), fins que es va llevar la vida en el penal del Dueso el 27 de juliol de 1988. La tramitació d'aquest succés va correspondre al llavors Jutge de Santoña Fernando Grande-Marlaska Gómez.
La pistola, oficialment, no va ser trobada, encara que es creu que fou una Star, calibre 22 Long Rifle. pocs exemplars en l'empresa situada a Eibar, de fet s'estima entre 22 i 24.
Javier Anastasio havia estat detingut el gener de 1983 i la celebració del judici com coautor estava prevista pel 21 de gener de 1988. No obstant això, un mes abans va escapar de la justícia i des de llavors s'ha mantingut en parador desconegut. Només va ser vist públicament set anys després, quan va ser entrevistat per a televisió per Jesús Quintero des del Brasil. Al maig de 2010 es va dictar la retirada de càrrecs i arxivament de les actuacions per prescripció del delicte, en haver transcorregut 30 anys.
En febrer de 1990 també es condemnà Mauricio López-Roberts y Melgar, marquès de Torrehermosa, a deu anys de presó per encobriment.
En 2010 per primera vegada la revista Vanity Fair entrevista a Anastasio en la qual nega ser l'autor del crim.

## Repercussions
L'assassinat ha estat un dels fets delictius amb major seguiment mediàtic en la història d'Espanya. A més dels centenars de pàgines de premsa escrita en els mesos posteriors a l'assassinat, durant el desenvolupament del judici i després del suïcidi del condemnat. S'han escrit diversos llibres sobre el cas, entre ells, Con un crimen al hombro. Yo maté a los marqueses de Urquijo, de Matías Antolín.
A més, es van rodar les següents pel·lícules o sèries:
- pel·lícula Solo o en compañía de otros (1991), amb Juan Ribó i Ana Álvarez[6]
- telefilm El crimen de los marqueses de Urquijo (2010), per a la sèrie televisiva La huella del crimen, de Televisió Espanyola.[7]